# Marianne Löfgren
Jeannette Wedday Marianne Ida Carolina Löfgren (født 24. februar 1910 i Stockholm, død 4. september 1957 i Solna) var en svensk skuespillerinde. Löfgren spillede med i 104 svenske film mellem 1933 og 1956.

## Udvalgt filmografi
- 1956 – Lille Fridolf och jag
- 1956 – Egen ingång
- 1950 – Fästmö uthyres
- 1950 – Pigen og hyacinten
- 1947 – Dynamit
- 1946 – Medan porten var stängd
- 1946 – Moderhjertet
- 1946 – Ballongen
- 1945 – Vandring med månen
- 1945 – Rosen på Tistelön
- 1944 – Kejseren af Portugalien
- 1944 – Stopp! Tänk på något annat
- 1943 – Elvira Madigan
- 1943 – Som du vill ha mej
- 1943 – Kungsgatan
- 1942 – Lille Frk. Swing
- 1942 – Fallet Ingegerd Bremssen
- 1942 – Man glömmer ingenting
- 1941 – Snapphanar
- 1941 – Det sägs på stan
- 1941 – Fransson den förskräcklige
- 1941 – Landstormens lille Havgasse
- 1940 – Juninatten
- 1939 – Landstormens lille Lotte
- 1939 – Sjöcharmörer
- 1936 – Fröken blir piga